# Lu Hong
Lu Hong ou Lou Hong ou Lu Hung ou Lu Hongyi, surnom : Haoran, peintre chinois du VIIIe siècle, originaire de Yuzhou. Ses dates de naissance et de décès ne sont pas connues. Il est actif de 713 à 741 pendant l’ère Kaiyuan.

## Biographie
Préférant la retraite aux obligations de la cour impériale, Lu Hong se retire dans un ermitage sur l’une des cinq montagnes sacrées, le Songshan, près de la ville de Luoyang, dans la province du Henan. Il décrit cette retraite champêtre dans des poèmes et dans une série de dix peintures, montées en rouleau en longueur et conservées au National Palace Museum de Taipei. Ces œuvres, à l’encre sur papier, sont chacune précédées d’un texte de l’artiste. Une inscription de Yang Ningshi, datée 947, attribue ce rouleau à Lu Hong ainsi que le colophon de Zhou Bida daté 1199.
Mais il est probable qu’il s’agit d’une œuvre peinte par un grand artiste de la dynastie Song, voire encore plus tard. Dans un colophon, l’empereur Qianlong écrit qu’il s’agit d’une peinture de Li Gonglin et précise que Lu Hong est un élève de ce dernier. Quoi qu’il en soit, le style est assez archaïque avec de la brume en bandes horizontales, des groupes d’arbres très compacts et une disproportion  marquée dans la taille des personnages, autant de caractéristiques qui confèrent à ce rouleau une valeur unique puisqu’il nous transmet un aspect important  du paysage à l’époque  Tang et une première étape de la peinture à l’encre monochrome.

## Les origines de la peinture chinoise
Les peintres Tang ne relèvent pas de catégories strictes. Ni l'Académie impériale de peinture ni la tradition de la peinture lettrée n'est encore apparu, aussi est-il problématique de les classer suivant un statut de « professionnel » ou d' « amateur », comme aux époques ultérieures. Néanmoins, les documents fournis par Zhang Yanyuan et Zhu Jingxuan (écrivain) montrent des corrélations certaines entre le thème et le style d'une peinture et le statut social et le métier de l'artiste.
Lu Hong, ermite et taoïste et le célèbre poète et peintre Wang Wei, sont parmi les premiers représentants, plutôt idéalisés, de ce groupe. Une gravure sur pierre de la période Ming représentant une vue de la villa Wangchuan d'après une copie faite par Guo Zhongshu au dixième siècle, porte vraisemblablement des traces du premier style de Wang, le plus conservateur. La composition est archaïque : une série de sites – maisons et jardins identifiés par des cartouches – se suivent à l'horizontale. L'ermite taoïste Lu Hong utilise la même composition dans une peinture de sa retraite campagnarde ; ultérieurement présentée en album, c'est à l'origine un rouleau portatif composé de dix vues.
Comme Wang Wei, Lu Hong est un « éminent lettré, spécialisé dans la peinture de montagnes et de cours d'eau, d'arbres et de rochers. Wang Wei devient un fervent bouddhiste, Lu Hong un taoïste reclus sur le Mont Song, près de Luoyang. Lu refuse un poste de Conseiller à la Censure mais au lieu de le punir, l'empereur Minghuang lui offre des cadeaux, dont le « pavillon à toit de chaume » du mont Song, où il passe le reste de son existence, à donner des leçons particulières ,. 

## Le Pavillon à toit de chaume
Il existe plusieurs copies des Dix vues d'un pavillon à toit de chaume (Caotang shizhi) de Lu Hong ; la série du Musée national du palais impérial de Taipei présente les caractéristiques les plus fortement archaïques, notamment la composition étagée de chaque scène et un sens naïf des proportions ,.
L'importance de cette version tient au fait que, si elle conserve effectivement la composition originelle de l'œuvre de Lu Hong, les Dix vues sont alors la première œuvre dans l'histoire de l'art chinois à pouvoir être appelée une peinture lettrée car son style (un style qui va dominer la peinture chinoise après les Song), dans ses principales caractéristiques, désigne son auteur comme un artiste lettré.

On peut constater que la peinture ne représente ni un paysage générique ni un site célèbre, mais un domaine campagnard que possède le peintre. Ensuite, les illustrations de ce paysage privé sont aussi une série d'autoportraits de l'artiste, qui apparaît dans la plupart des scènes, à l'écoute du murmure d'un cours d'eau, debout au sommet d'une petite colline, bavardant avec un compagnon ermite à l'intérieur d'une grotte ou cultivant les techniques de longévité dans sa hutte à toit de chaume.
Troisièmement, à la différence d'œuvres plus anciennes, où l'artiste illustre le texte d'un autre, les images et les mots sont ici le fait de la même personne. Chaque section de la peinture commence par une inscription qui identifie le site et le décrit (livrant aussi les réactions de l'auteur à son propos), à la fois en prose et en vers. La peinture accompagnant le texte est davantage une contrepartie visuelle des mots qu'une représentation directe du lieu.
Quatrièmement, les scènes monochromes définissent aussi un contexte visuel dans lequel les inscriptions peuvent être appréciées en tant  qu'œuvre calligraphique issue du même pinceau. Il est possible que ce genre de peinture composite existe déjà à l'époque de Lu Hong.